# Villa Henri IV
Villa “Henri IV” fue una residencia en Cannes, propiedad de Enrique de Borbón-Parma, conde de Bardi y su familia.

## Historia
La villa “Bel Ombre” fue adquirida en 1876 por el príncipe Enrique de Borbón-Parma, conde de Bardi a M. Louis Jeancard. Este príncipe era hermano de Roberto I de Parma. La villa fue renombrada Henri IV en recuerdo del primer monarca de la casa de Borbón en Francia del que descendían los Borbón-Parma.
Para entonces Cannes se había convertido en un lugar de residencia para la realeza europea de la época:
- En la Villa Marie Thérèse, frontera a la Villa Henri IV, habitaba Alfonso de Borbón-Dos Sicilias, conde de Caserta y su familia.
- en Villa Saint-Georges, Roberto I de Parma y su familia.
- En Villa Wenden, residía en temporadas, Federico Francisco III, gran duque de Mecklemburgo-Schwerin y su familia.

En otoño de 1879 sirvió para acoger a parte del séquito de la emperatriz María Aleksándrovna, esposa de Alejandro II de Rusia en su visita a Cannes. En concreto la villa acogió a su hermano Alejandro de Hesse y su mujer Julia, princesa de Battenberg, que llegaría  el 9 de noviembre. A principios de enero de 1880 se les uniría en la villa, el gran duque Nicolás, hermano de Alejandro II. La emperatriz volvería a Rusia a finales de ese mes.

## Descripción
Era rectangular con un amplio jardín. Era de estilo clasiquizante. Contaba con una salones, biblioteca, comedor y capilla, en el piso bajo. En los pisos superiores superiores contaba con cuartos para la familia e invitados. En el sótano se disponían las habitaciones de servicio.
En el jardín se disponían las cuadras, palomar y hasta un chalet de estilo suizo.
Esta villa era vecina de la Villa Marie Thérèse en que habitaba Alfonso de las Dos-Sicilias, conde de Caserta y desde 1894 pretendiente al trono de las Dos Silicias.

### Individuales
1. ↑  Bianchi, Blanche (1 de enero de 1964). La saison d'hiver à Cannes de 1870 à 1914 (en francés). FeniXX réédition numérique. ISBN 978-2-402-20389-0. Consultado el 10 de agosto de 2022.